# Strezovce
Strezovce (cyr. Стрезовце) – wieś w Serbii, w okręgu pczyńskim, w gminie Preševo. W 2002 roku liczyła 995 mieszkańców.